# ウォルマート

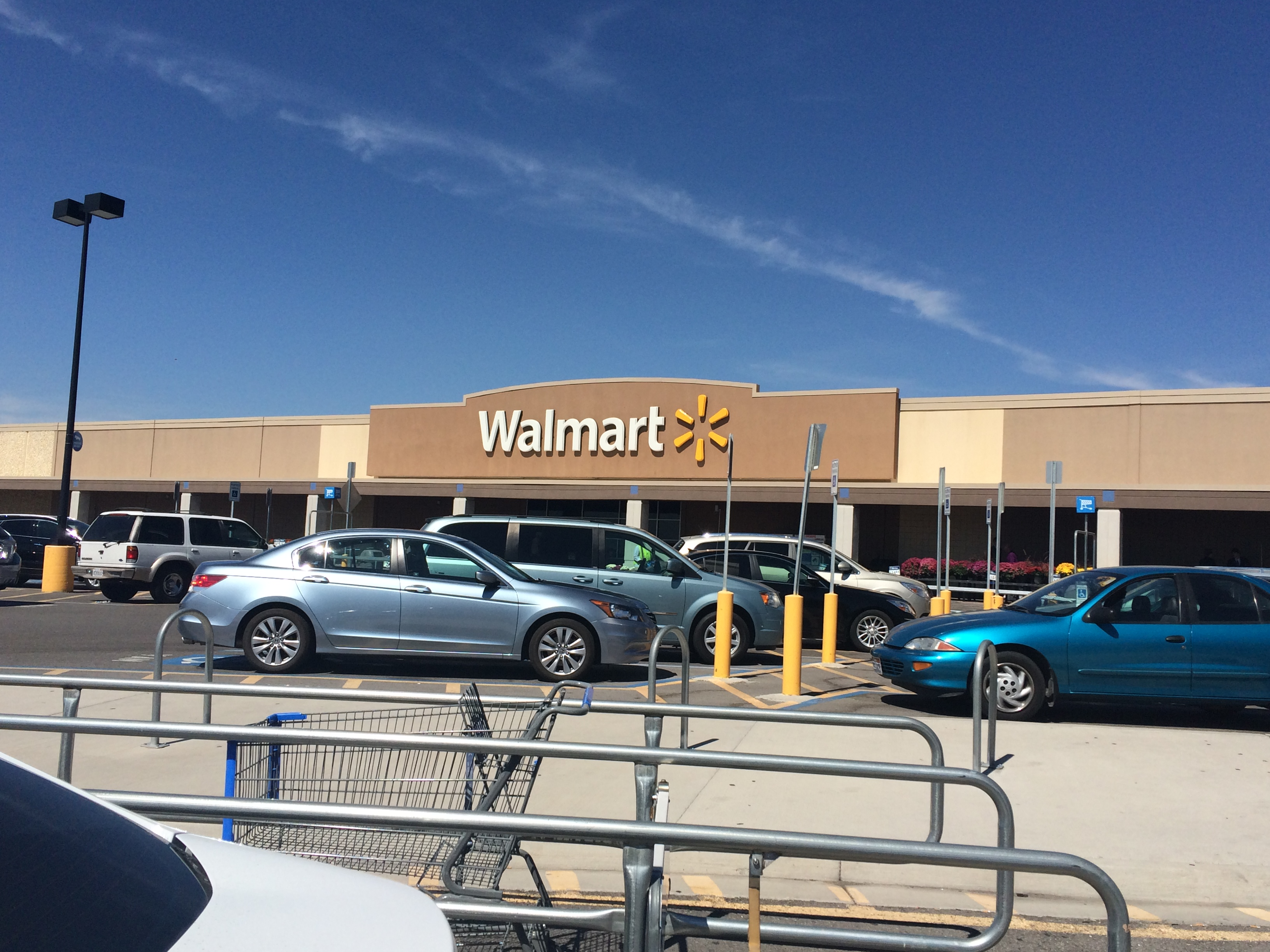
ウォルマートの店舗

ウォルマート（英: Walmart Inc.）は、アメリカ合衆国アーカンソー州に本部を置く世界最大のスーパーマーケットチェーンであり、売上額で世界最大の企業である。ウォルトン一族による同族経営企業（ファミリー・ビジネス）として知られており、2019年に発表された「グローバル・ファミリー企業500社ランキング」によれば、ウォルマートは世界の同族経営会社の中で世界一の規模であると評価されている。
創業者サム・ウォルトンが、1962年7月2日に最初のウォルマート・ディスカウント・シティーを、アーカンソー州ロジャーズに開いた。その後様々なフォーマットを展開している。EDLPを掲げ、低価格、物流管理、コスト削減などを推し進め急速に成長し、世界最大の売上げを誇る企業となった。現在、世界15か国に進出して事業展開している。

## 沿革
ウォルマートは、サム・ウォルトンが1945年にアーカンソー州ニューポートにベン・フランクリン雑貨店を開いたことに始まる。1946年、弟のジェームズ・L・ウォルトンが、ミズーリ州バーセイルズに同様の店を開いた。サム・ウォルトンは、1950年に当時人口1万人にも満たなかったアーカンソー州ベントンビルでウォルトンズ5&10を開業した。1962年まで創業者の事業は雑貨店の経営に限られていたが、同年7月2日、ディスカウントストアである最初のウォルマート・ディスカウント・シティを、アーカンソー州ロジャーズに開いた。
- 1962年 - ウォルマートストア第1号店がオープン。
- 1969年 - ウォルマート・ストアーズ・インク（Wal-Mart Stores, Inc.）として10月31日登記。
- 1970年 - 初の流通センターをオープン、本部をアーカンソー州ベントンビル) に移転。
- 1972年 - ニューヨーク証券取引所に上場。
- 1975年 - サム・ウォルトンが"Wal-Mart Cheer"を従業員に提示。
- 1983年 - サムズ・クラブ第1号店をオクラホマ州ミッドウェスト・シティ（Midwest City）にオープン。
- 1987年 - （内部専用として）全米最大の独自の衛星通信システムを完成。
- 1988年 - スーパーセンター第1号店がミズーリ州ワシントンにオープン。
- 1990年 - 全米最大の小売店になる。
- 1991年 - メキシコシティに海外店舗第1号店をオープン。
- 1992年 - サム・ウォルトン、ジョージ・H・W・ブッシュ大統領から自由勲章（アメリカでの文民最高勲章）を受章、その後4月に死去。
- 1992年 - プエルトリコに進出。
- 1993年 - 1週あたりの売上高10億ドルを突破（12月）。
- 1994年 - カナダのウールコ（Woolco、122店舗）を買収。
- 1995年 - アルゼンチンで3店舗、ブラジルで5店舗開店。
- 1996年 - 中華人民共和国に合弁事業として進出。
- 1997年 - 従業員数が全米最大となる。世界全体での従業員数は68万人。ダウ工業株30種平均にウールワースと入れ替えにより組み入れられる。
- 1997年 - 年間売上高1000億ドル突破。
- 1998年 - ネイバーフッドストア第1号店をアーカンソーにオープン。ジョイントベンチャーとして韓国に進出。寄付額が年間1億ドルを超える。
- 1999年 - 従業員数が世界最大の114万人になる。イギリスのASDAグループ（229店舗）を取得。
- 2001年 - 感謝祭の翌々日に、1日当たりの売上額12億5000万ドルを記録。
- 2002年 - 中国のウォルマートでは、「現地購入（local buying）」として12億ドル相当の中華人民共和国製製品を購入し、売り上げの95%が中華人民共和国製となる。
- 2003年 - アメリカでオンラインDVDレンタルに進出。
- 2003年 - プエルトリコのアミゴ・スーパーマーケット（Amigo Supermarket）を1700万ドルで買収。
- 2004年 - メキシコのテオティワカン遺跡から2.5キロメートルの地点にスーパーストアを開店。遺跡から近いために現地住民との摩擦が起きる。
- 2005年 - 西友を子会社化する。
- 2006年 - ダイエーが産業再生機構入りしたのをきっかけに、支援企業として名乗りを上げたが落選した。また米最大のスーパーマーケット事業グループCARHCO社（Central American Retail Holding）を子会社化する。
- 2006年 - 5月、韓国からの撤退を発表。韓国内16店舗は同年9月新世界百貨店グループに売却された。
- 2006年 - 7月28日、ドイツからの撤退を発表。ドイツ国内85店舗はメトロに売却される。
- 2008年 - 新ロゴを導入。アメリカ国内では、チェーン名としてハイフンのない「Walmart」を使用開始。また、青果を扱うチェーン「マーケットサイド（Marketside）」を開始。
- 2018年 - 楽天と新たな提携関係を結んだ[2]。
- 2021年 - 西友株式の85%を売却し、うち65%をコールバーグ・クラビス・ロバーツが保有し、20%を楽天が新規設立する子会社がそれぞれ取得する。ウォルマートも引き続き15%の株式を保有。同日付で大久保恒夫がCEOに就任。ウォルマート・ジャパン・ホールディングス株式会社が株式会社西友ホールディングスに商号変更した。
- 2024年 - テレビメーカーのVIZIOを23億ドル（日本円で約3450億円）で買収することを発表した[3]。
- 2025年 - 7月1日、保有する西友の全株式をコールバーグ・クラビス・ロバーツと共にトライアルホールディングスに売却し、日本事業より完全撤退[4]。

### 店舗等で発生した主な事件

2008年6月29日から2025年1月13日まで使用されたロゴ

- 2009年8月30日 - 中華人民共和国江西省景徳鎮市にあるウォルマートの従業員5人が、万引きした疑いのある女性をリンチし殺害する事件が起きている[5] が、この女性が実際に万引きを行ったのかは明らかになっていない。
- 2017年11月1日 - コロラド州デンバーの店舗で乱射事件が発生。3人が死亡[6]。
- 2018年4月18日 - カリフォルニア州バーストウの店舗駐車場で警官が自動車に向けて30回以上発砲。1人が死亡、1人が負傷。通報を受けて駆け付けたパトカーに対し、男の車が体当たりしてきたことから警官が反撃したもの[7]。
- 2019年
  - 7月30日 - ミシシッピ州の店舗で従業員が他の従業員を銃撃して2人が死亡[8]。
  - 8月3日 - テキサス州のエルパソの店舗で銃乱射事件（エルパソ銃乱射事件）が発生。店内で22人が死亡[9]。
  - 10月19日 - チリのサンティアゴ市内で大規模な暴動が発生。市内のウォルマート系列店が放火されて3人が死亡[10]。
  - 11月18日 - オクラホマ州ダンカンの店舗駐車場で銃撃事件が発生。自殺した容疑者本人を含め3人が死亡[11]。
- 2020年6月27日 - カリフォルニア州レッドブラフの配送センターで銃撃事件が発生。2人が死亡、4人が負傷[12]。
- 2021年1月2日 - バージニア州スターリングの店舗内で、万引きを疑われた男が警官、警備員に発砲して3人が負傷[13]。
- 2022年11月22日 - バージニア州チェサピークの店舗で、夜勤のチームリーダーが他の従業員らを銃撃する事件が発生。チームリーダーも含め7人が死亡[14]。
- 2022年12月 - ジョージア州アトランタの店舗で万引き犯が放火。長期間休業を強いられた[15]。
- 2023年10月25日 - メイン州ルイストンで銃撃事件（ルイストン銃乱射事件）が発生。市内のボーリング場、レストランのほか、ウォルマートの物流センターも襲撃対象となった[16]。

## 店舗数

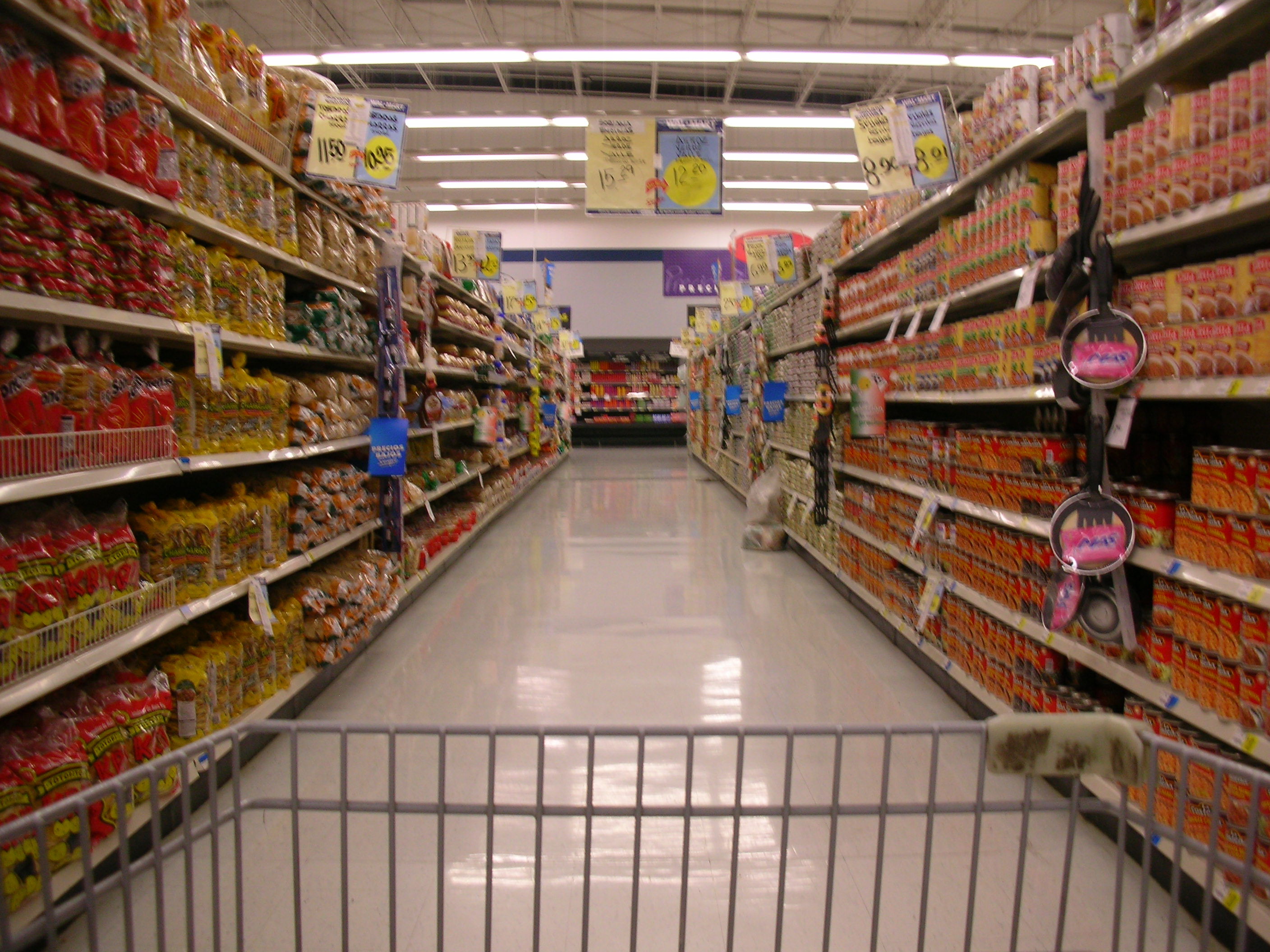
メキシコ・エルモシージョ店内の様子

### アメリカ
店舗形態別の出店数（2015年7月末。含プエルトリコ）
- ウォルマート・スーパーセンター（SUC） - 3,438
- ウォルマート・ディスカウントストア（GMS） - 459
- ウォルマート・ネイバーフッド・マーケット（主に食品スーパー） - 650
- スモール・フォーマット店舗 - 41
- サムズ・クラブ（会員制小売店）- 651

スモール・フォーマット店舗とは、コンビニエンスストアのほか、企業や大学構内の売店などといった、ネイバーフッドマーケットよりも小規模の小売店舗をいう。北米及び中南米では、Amigo, Supermercado de Walmart, Walmart Express, Walmart on Campus, Super Ahorros のブランドで展開しており、売場床面積は平均で1,100平方メートル程度である（ネイバーフッド・マーケットの標準店舗の3分の1程度の広さ）。
Walmart Express の一部店舗については、2014年からウォルマート・ネイバーフッド・マーケットに店名を変更している。また、既存のウォルマート店舗（主にネイバーフッド・マーケットに相当する規模のもの。売り場面積3,900平方メートル程度。）で、スペイン語話者が多い地域の店舗は、2009年以降、Supermercado de Walmart に店舗名を変更したものがある。

### 国別店舗数
以下は、ウォルマートのほか、地域別店舗ブランド（Asda, Sam's Club）を含む、各地域（Region）別のウォルマート小売店舗数（2014年11月末現在）。
- アメリカ合衆国 5,009（プエルトリコを含む。）
- アルゼンチン 105
- ブラジル 557
- カナダ 391
- メキシコ 2,235
- 中央アメリカ
  -  コスタリカ 216
  -  エルサルバドル 87
  -  グアテマラ 214
  -  ホンジュラス 81
  -  ニカラグア 85
- チリ 390
- 中国 401
- インド 20
- イギリス 589
- アフリカ
  -  南アフリカ共和国 356
  -  ボツワナ 11
  -  ガーナ 1
  -  レソト 3
  -  マラウイ 2
  -  モザンビーク 5
  -  ナミビア 4
  -  ナイジェリア 5
  -  エスワティニ 1
  -  タンザニア 1
  -  ウガンダ 1
  -  ザンビア 1

ドイツの店舗は、2006年に現地の同業者メトロに売却された。大韓民国の事業は、2006年に現地法人の全株式をEマート（新世界百貨店）に売却し、撤退した。

## 反対、批判

### 出店反対運動

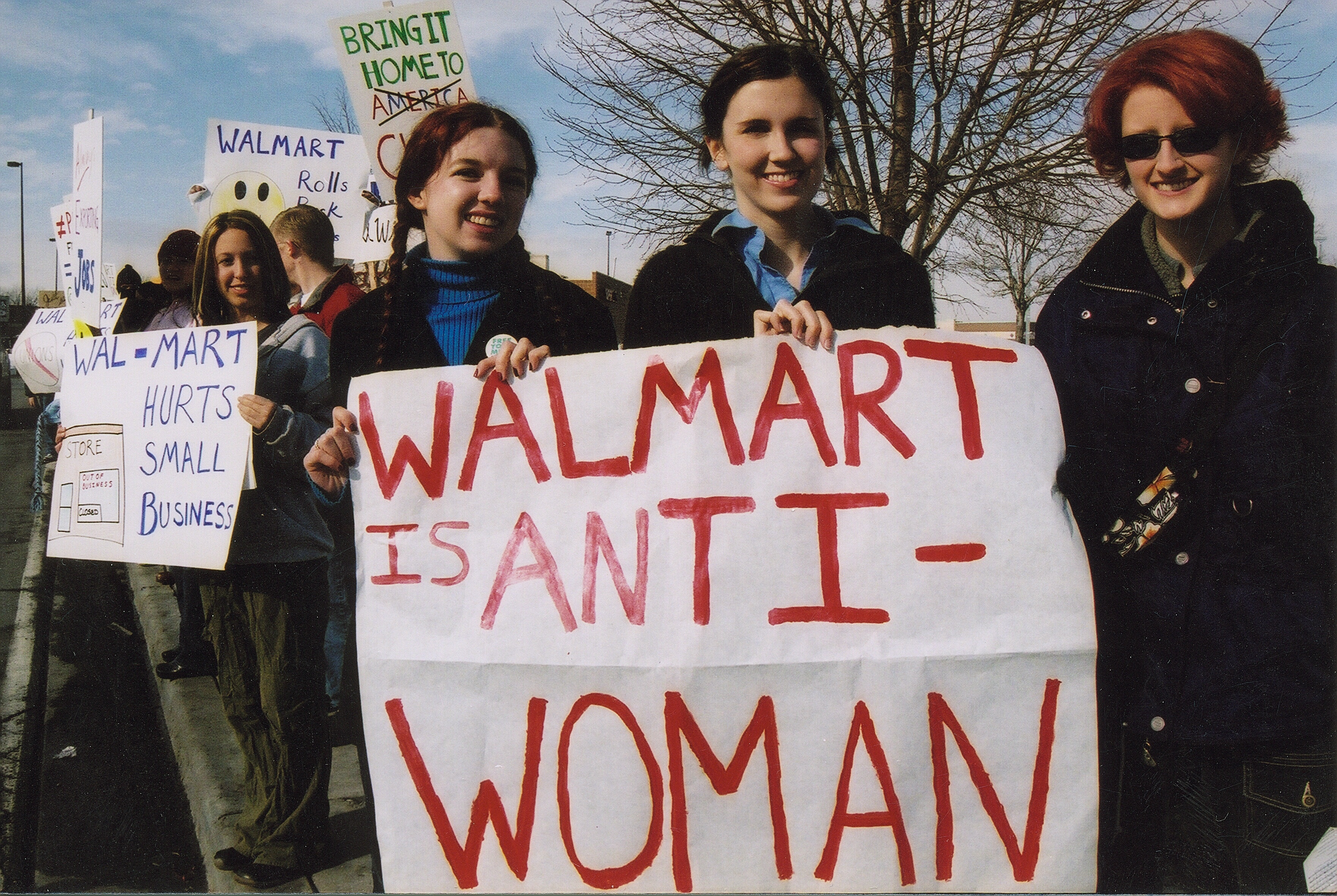
ウォルマートの進出に抗議するデモ。
プラカードには「ウォルマートは女性の敵」（中央）、
「ウォルマートは零細企業を傷つける」（左）と書かれている。

アメリカ合衆国においては、個人商店（小規模商店）や地元資本の小規模スーパーマーケットしか存在しない小規模な都市に出店し、安売り攻勢で地元の競合商店を次々と倒産、廃業に追い込んだ挙句、不採算を理由に撤退するという形（いわゆる焼畑商業）で地元の経済を破壊する事例、いわゆる買い物難民の発生が相次いだため、進出計画を反対される案件が相次いでいる。
『ウォルマート ～世界最大のスーパー、その闇～』というドキュメンタリー映画で種々の不正や各地での新規出店阻止活動の成功が紹介されたことで評判が落ちたため、改善された部分もある。

### 労働環境
従業員の労働条件の悪さ（いわゆるブラック企業）も有名であり、低賃金の非正規雇用従業員を多く採用する一方、正社員の採用には消極的で労働組合がないうえ、組合を結成する動きがあれば社員を即刻解雇するなどの不当労働行為が後を絶たない。

### 輸入品の取り扱い
安価な輸入品（特に中華人民共和国製）を多く販売するため、アメリカ合衆国の製造者団体等から「自国の雇用をないがしろにして自社の利益の向上のことしか考えていない」という批判を受け、積極的に自国製品（外国においてはその国の製品）を取り入れるという姿勢を取り始めている。
2025年、ドナルド・トランプ大統領は輸入品の関税を相手国に応じて引き上げた。ウォルマート社の幹部は、コスト増を吸収することはできないとして輸入品の値上げを示唆すると、トランプ大統領は、自身のSNSに「値上げの理由を関税のせいにすべきではない」と投稿、撤回を求めた。

## 経営の課題

### 出店戦略

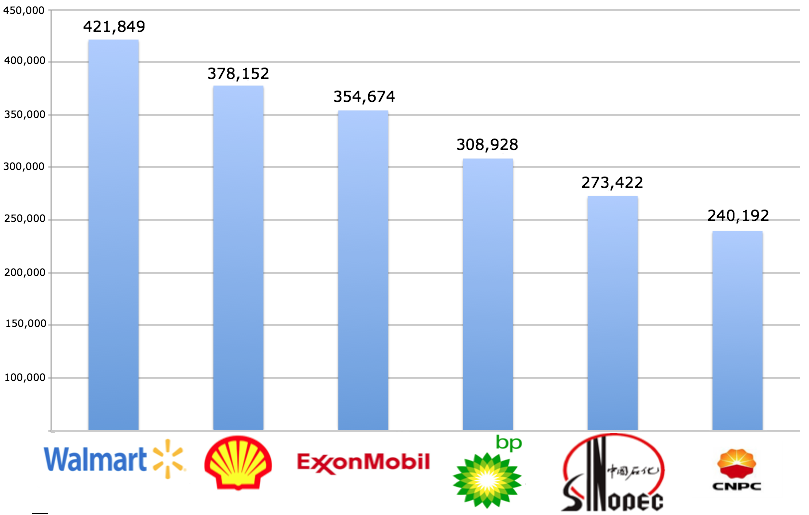
2012年度の売上の比較。左から大きい順にウォルマート、ロイヤル・ダッチ・シェル、エクソンモービル、BP、中国石油化工、中国石油天然気集団（ペトロチャイナ）。石油メジャーを抜いてウォルマートは世界最大である。

ウォルマートが急激に伸びたのは1960年代から70年代で、この時期には多くの町がウォルマートの新規出店を熱心に誘致した。しかし1996年にウォルマートの店舗数はピークを迎えた後、減少に転じている。この理由として挙げられるのは、ウォルマートの出店が地元にあまり大きなプラスにはならないことが、それまでの各地の経験から明らかになってきたことである。
具体的には
- 上記のような地元の経済を破壊した上での撤退が相次いでいること
- 景観や環境の悪化
- ウォルマートの駐車場で強盗殺人事件が多発
- 他の小売店舗の売り上げへの悪影響
- 新たに創出される雇用のほとんどが、時給4ドルから7ドルで医療保険もない低賃金の仕事であること
- 従業員は低賃金にもかかわらず、ウォルマート自身の税収はさほど大きくないこと
- 利益の多くはウォルマート本部に吸い上げられ、地元のキャッシュ・フローが減少すること

などがある。
また米国内の既存店も売り上げが伸びず、苦戦している。原因は、従業員の士気の低下によってサービスの質が落ち、顧客満足度が低下していることにあるとされる。
顧客満足度に問題があることは経営陣も認識しているが、改善には到っていない。この状況に対して、小売りコンサルタント、パトリシア・パオの発言は
| 「         | 小売業の成功の秘訣を「10%のアイデアと90%の実行力」とパオ氏は話す。しかし、ウォルマートの場合、特に同社の顧客サービスに関しては、「90%が戦略と思考に費やされ、実行は10%だけのようだ」。 | 」 |
| — より引用 | |    |

と報じられており、2007年10月時点のウォルマートの顧客へのサービス提供は相当厳しい状況にあると述べている。
しかしながら、2008年度ごろから売り上げは改善の兆しを見せ、回復基調にある。2012年には売上高が40兆円を超え、2位のカルフールに3倍以上の差をつけるに至った。それに伴い2012年度には株価は上場以来初めて70ドルを突破し過去最高値をつけるなど、引き続き世界最強の小売業者の名をほしいままにしている。

### 盗難対策
2010年代以降のアメリカ社会は万引などの犯罪に寛容になり、徐々に小売業への影響が広がった。
2023年4月11日、ウォルマートは慢性的な赤字を理由にシカゴ市内の4店舗の閉鎖を発表。組織的な盗難被害の多さに耐えきれない状況が背景にあった。
また、同年、セルフレジは万引きの増加につながるとして、ニューメキシコ州アルバカーキにある少なくとも3つの店舗でセルフレジを廃止した。

## 影響力

### 家電の規格
販売形態こそ違うが、日本における家電量販店的な役割も果たしているため、家電メーカーがシェア争いを繰り広げる場としても注目を浴びる。例えば、2007年のクリスマス商戦では、次世代光ディスクの規格競争を繰り広げていた東芝は、HD DVDプレイヤーを（採算度外視の）99ドルの価格で投入し話題となった。これはアメリカ国内のDVDソフトの4割近くがウォルマートで販売されている背景があり、安価なハードによりソフト業界の囲い込みを行うという発想から実現したものである。また2008年2月にはHD DVDに対して優勢となっていたライバル規格Blu-ray Discの支持を表明、直後に東芝をHD DVD撤退に追い込んだ大きな要因の一つとなった。ウォルマートの産業界への影響力を印象づける結果となった。

### 音楽
コンパクトディスクの販売でも米国最大手である。アーティストによっては作品をウォルマート独占販売にすることがあり、2007年にはイーグルスのアルバム『ロング・ロード・アウト・オブ・エデン』が自身のウェブサイトとウォルマートだけで発売され大ヒットした。なおダウンロード販売を含めると2008年4月にAppleのiTunes Storeが全米1位となっている。

### 銃
全米で最大の銃販売業者でもある。ウォルマート創業者のサム・ウォルトン自身が銃愛好家であり、銃器メーカーのレミントン・アームズ社はサム・ウォルトンの名にちなんだ猟銃の商品名を採用した経緯もある。
2018年2月28日、ウォルマートは火器販売ポリシーを変更し、銃を購入できる最低年齢を21歳に引き上げる方針を打ち出した。同月14日には、フロリダ州の高校で銃の乱射事件（マージョリー・ストーンマン・ダグラス高校銃乱射事件）があり、銃規制強化を求める声が強まっている中の措置となった。
2019年7月には、ミシシッピ州の店舗で従業員が同僚2人を射殺。翌8月には、テキサス州の店舗内でエルパソ銃乱射事件が発生。ウォルマート側も被害者ではあったが、銃を販売する企業であったため批判を受けることとなった。同年9月3日、ウォルマートは、アメリカ国内の全店舗で拳銃や殺傷力の高い軍用ライフル銃の弾薬の販売を停止すること。また、店内で銃を見えるような形で持ち込まないよう客に求めることを発表。こうした決定について全米ライフル協会は、ウォルマートは銃反対のエリートたちに屈服したとして非難した。

## 創業家
創業者サム・ウォルトンの親族であるサミュエル・ロブソン・ウォルトン、クリスティ・ウォルトン、ジム・ウォルトン、アリス・ウォルトン、ヘレン・ウォルトンの5名は、フォーブス発表による世界長者番付（2006年度）の17-21位を占めており、一族の総資産は8兆円に及ぶ。これは一位のビル・ゲイツ（総資産5兆9000億）を超える。